# Ewen Bremner
Pour les articles homonymes, voir Bremner.
Ewen Bremner, né le 23 janvier 1972 à Édimbourg (Royaume-Uni), est un acteur britannique.

## Biographie
Fils de deux professeurs d'art, il fréquente la Portobello High School d'Édimbourg et pratique le théâtre. Il accède à la célébrité avec le rôle de Spud dans Trainspotting (1996), et avait auparavant joué au théâtre le rôle de Renton dans la pièce adaptée du même roman,.
Il apparaît notamment par la suite dans des seconds rôles dans les blockbusters Pearl Harbor (2001), La Chute du faucon noir (2001) et Alien vs. Predator (2004), ainsi que dans deux films de Woody Allen, Match Point (2005) et Vous allez rencontrer un bel et sombre inconnu (2010).

## Filmographie

### Cinéma
- 1986 : Heavenly Pursuits : Stevie Deans
- 1990 : Forget About Me : Broke
- 1992 : Comme il vous plaira (As You Like It) de Christine Edzard : Silvius
- 1993 : Naked : Archie the Scotsman with a Tick
- 1994 : Le Prince de Jutland de Gabriel Axel : Frovin
- 1995 : The Phoenix and the Magic Carpet : Joe
- 1995 : Ruffian Hearts
- 1995 : Juge Dredd de Danny Cannon : Junior Angel
- 1996 : Dead London : Paul
- 1996 : Trainspotting de Danny Boyle : Spud
- 1996 : Masculine Mescaline : Buddy
- 1997 : Chasse au rhinocéros à Budapest (Rhinoceros Hunting In Budapest) : Chaz
- 1997 : Mojo : Skinny
- 1997 : The Life of Stuff : Fraser
- 1998 : Acid House (The Acid House) : Colin 'Coco' Bryce
- 1999 : Julien Donkey-Boy d'Harmony Korine : Julien
- 2000 : Paranoid de John Duigan : Gordon
- 2000 : Snatch : Tu braques ou tu raques de Guy Ritchie : Mullet
- 2001 : Pearl Harbor de Michael Bay : Lt. Red Winkle
- 2001 : La Chute du faucon noir (Black Hawk Down) de Ridley Scott : Spec. Shawn Nelson
- 2002 : Fancy Dancing : Bernard Schiff
- 2003 : Skagerrak : Gabriel
- 2003 : Sixteen Years of Alcohol : Jake
- 2003 : The Reckoning de Paul McGuigan : Simon Damian
- 2003 : Bienvenue dans la jungle (The Rundown) de Peter Berg : Declan
- 2003 : Carnival Sun : Mark
- 2004 : Le Tour du monde en quatre-vingts jours (Around the World in 80 Days) de Frank Coraci : Inspecteur Fix
- 2004 : Alien vs. Predator de Paul W. S. Anderson : Graeme Miller
- 2004 : The Baader Meinhof Gang Show : Johnny
- 2005 : Match Point de Woody Allen : Inspecteur Dowd
- 2006 : Marvelous : Lars
- 2007 : Joyeuses Funérailles (Death at a Funeral) de Frank Oz : Justin
- 2007 : My Name Is Hallam Foe (Hallam Foe) : Andy
- 2008 : L'Amour de l'or (Fool's Gold) d'Andy Tennant : Alfonz
- 2008 : Faintheart : Julian
- 2008 : Mediator : Steven
- 2009 : The Zero Sum : Leonard Paulson
- 2009 : Wide Open Spaces : Austin
- 2010 : Vous allez rencontrer un bel et sombre inconnu (You Will Meet a Tall Dark Stranger) de Woody Allen : Henry Strangler
- 2011 : Perfect Sense de David Mackenzie : James
- 2012 : De grandes espérances (Great Expectations) de Mike Newell : Wemmick
- 2013 : Jack le chasseur de géants (Jack the Giant Slayer) de Bryan Singer : Wicke
- 2013 : Le Transperceneige (설국열차) de Bong Joon-ho
- 2014 : Skumringslandet : Rabbi Dunbar
- 2014 : Exodus: Gods and Kings de Ridley Scott : L'expert de Ramsès
- 2014 : Noël en cavale : PC Finkerton
- 2017 : T2 Trainspotting de Danny Boyle : Daniel « Spud » Murphy
- 2017 : Wonder Woman de Patty Jenkins : Charlie
- 2017 : Mary et la fleur de la sorcière de Hiromasa Yonebayashi : Flanagan (voix originale)
- 2017 : Braqueurs d'élite (Renegades) de Steven Quale : Jim Rainey
- 2019 : First Cow de Kelly Reichardt : Lloyd
- 2019 : Gutterbee d'Ulrich Thomsen : Edward Hofler
- 2020 : Wonder Woman 1984 de Patty Jenkins : Charlie (caméo photographique)
- 2021 : Creation Stories de Nick Moran: Alan McGee

### Télévision

#### Séries télévisées
- 1990 : Taggart : Jason
- 1991 : Screen Two : Sammy Nelson
- 1994 : Inspecteur Frost :  Gordon Hicks
- 1994 : Alleyn Mysteries : Walter McNabb
- 1994-1996 : The Bill : Paul Tovey / Sean Lewis (2 épisodes)
- 1997 : Harry Enfield and Chums : Jockey / Jim (5 épisodes)
- 2000 : The Secret World of Michael Fry : Michael Fry
- 2001 : Langt fra Las Vegas : John Twain D'Wain
- 2004 : Coming Up : Johnny
- 2005 : Elizabeth I : le Roi James VI
- 2006 : The Virgin Queen :  Sir James Melville (2 épisodes)
- 2006 : The Lost Room : Harold Stritzke
- 2008 : Earl : Raynard
- 2009 : Le jour des Triffides : Walter Strange
- 2010 : Strike Back : Gerald Baxter (2 épisodes)
- 2012 : Blackout : Jerry Durrans (3 épisodes)
- 2012 : Them from That Thing : plusieurs personnages
- 2012 : Accused : Frank Best
- 2015 : Banished : Révérend Johnson (7 épisodes)
- 2015 : The Devil You Know : Israel Porter
- 2016 : Les mystères de Londres : Sherlock Holmes
- 2017 : Will : Richard Topcliffe (10 épisodes)
- 2022-2023 : Our Flag Means Death : Nathaniel Buttons (12 épisodes)

#### Téléfilms
- 1989 : Conquest of the South Pole : Penguin
- 1990 : Dreaming
- 1995 : Aristophanes : The Gods Are Laughing
- 1997 : Deacon Brodie : Louis l'apprenti
- 1999 : Love Story : Nick
- 2002 : Surrealissimo: The Trial of Salvador Dali : Salvador Dali
- 2006 : The Lost Room : Harold Stritzke
- 2011 : Page Eight : Rollo Maverley
- 2014 : Turks & Caicos : Rollo Maverley
- 2014 : Salting the Battlefield de David Hare : Rollo Maverley

## Distinctions
- 1997 : Empire Awards du meilleur espoir pour Trainspotting
- 2000 : BAFICI pour le meilleur acteur dans Julien Donkey-Boy
- 2017 : BAFTA Scotland pour le meilleur acteur dans T2 Trainspotting

## Voix francophones
En France
| - Laurent Morteau dans : - Jack le chasseur de géants - Get Santa - Exodus: Gods and Kings - Renegades - Jean-François Vlérick, dans : : - MI-5 (série télévisée) - Strike Back (série télévisée) - Wonder Woman - Guillaume Lebon, dans : - Joyeuses Funérailles - Page Eight - Houdini and Doyle (série télévisée) - Didier Brice dans : - Trainspotting - T2 Trainspotting | - Arnaud Arbessier, dans : - The Lost Room (série télévisée) - Match Point Et aussi - Tanguy Goasdoué dans Snatch : Tu braques ou tu raques - Thierry Ragueneau dans Pearl Harbor - Emmanuel Karsen dans La Chute du faucon noir - Dominique Collignon-Maurin dans Le Tour du monde en quatre-vingts jours - Kestor Lovelace dans Alien vs. Predator - Gérard Darier dans L'Amour de l'or - Florian Wormser dans Our Flag Means Death (série télévisée) |